# 411.º Regimiento Antiaéreo (motorizado mixto)
El 411.º Regimiento Antiaéreo (motorizado mixto) (Flak-Regiment. 411 (gem. mot.)) fue una unidad de la Luftwaffe durante la Segunda Guerra Mundial.

## Historia
Fue formado el 26 de agosto de 1939 en Stralsund con 1. - 5. Baterías, desde partes del I Grupo/Regimiento Antiaéreo de Instrucción. Fuertes pérdidas en junio de 1944 en Bobruisk.

## Servicios
- septiembre de 1939: Comandante de todas las unidades de la Fuerza Aérea adscriptas al 4.º Ejército en Polonia.
- 1940: en Francia, apoyando al 1.º Ejército.
- junio de 1941: Comandante de todas las unidades de la Fuerza Aérea adscriptas al 16.º Ejército (151.º Regimiento Antiaéreo).
- 31 de marzo de 1942: bajo la 2.ª División Antiaérea (151.º Regimiento Antiaéreo).
- 22 de junio de 1943: bajo la 6.ª División Antiaérea (151.º Regimiento Antiaéreo).
- 1 de noviembre de 1943: bajo la 6.ª División Antiaérea (151.º Regimiento Antiaéreo).
- 1 de enero de 1944: bajo la 6.ª División Antiaérea (151.º Regimiento Antiaéreo).
- 1 de febrero de 1944: bajo la 6.ª División Antiaérea (151.º Regimiento Antiaéreo).
- 1 de marzo de 1944: bajo la 6.ª División Antiaérea (151.º Regimiento Antiaéreo).
- 1 de abril de 1944: bajo la 6.ª División Antiaérea (43.º Regimiento Antiaéreo).
- 1 de mayo de 1944: bajo la 6.ª División Antiaérea (43.º Regimiento Antiaéreo).
- 1 de junio de 1944: bajo la 6.ª División Antiaérea (43.º Regimiento Antiaéreo).
- junio de 1944: fuertes perdidas en Bobruisk..
- 1 de julio de 1944: bajo la 6.ª División Antiaérea (43.º Regimiento Antiaéreo).
- 1 de agosto de 1944: bajo la 6.ª División Antiaérea (41.º Regimiento Antiaéreo).
- 1 de septiembre de 1944: bajo la 6.ª División Antiaérea (41.º Regimiento Antiaéreo).
- 1 de octubre de 1944: bajo la 6.ª División Antiaérea (151.º Regimiento Antiaéreo).
- octubre de 1944: en Modlin.
- 1 de noviembre de 1944: bajo la 6.ª División Antiaérea (41.º Regimiento Antiaéreo).
- 1 de diciembre de 1944: bajo la 6.ª División Antiaérea (41.º Regimiento Antiaéreo).
- 1945: en Danzig y Stettin.